# Březí (Zbýšov)
Březí (německy Birken) je malá vesnice, část obce Zbýšov v okrese Kutná Hora. Nachází se asi čtyři kilometry severně od Zbýšova. V údolí západně od Březí protéká Jánský potok. Březí leží v katastrálním území Březí u Šebestěnic o rozloze 2,89 km².

## Historie
První písemná zmínka o vesnici pochází z roku 1385.

## Pamětihodnosti
- Usedlost čp. 45 s kovárnou
- Usedlost čp. 46

## Fotogalerie

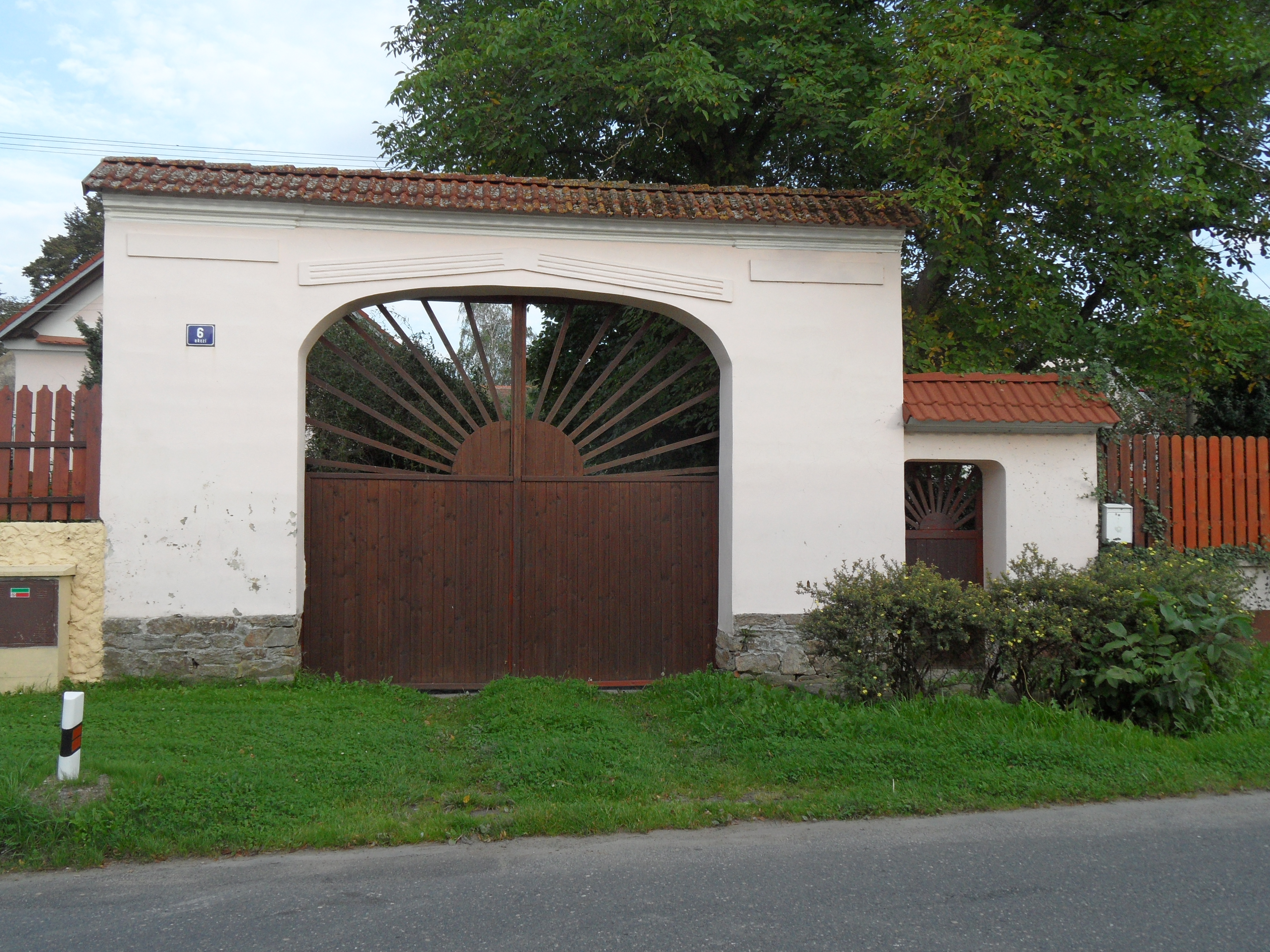
Detail brány s brankou
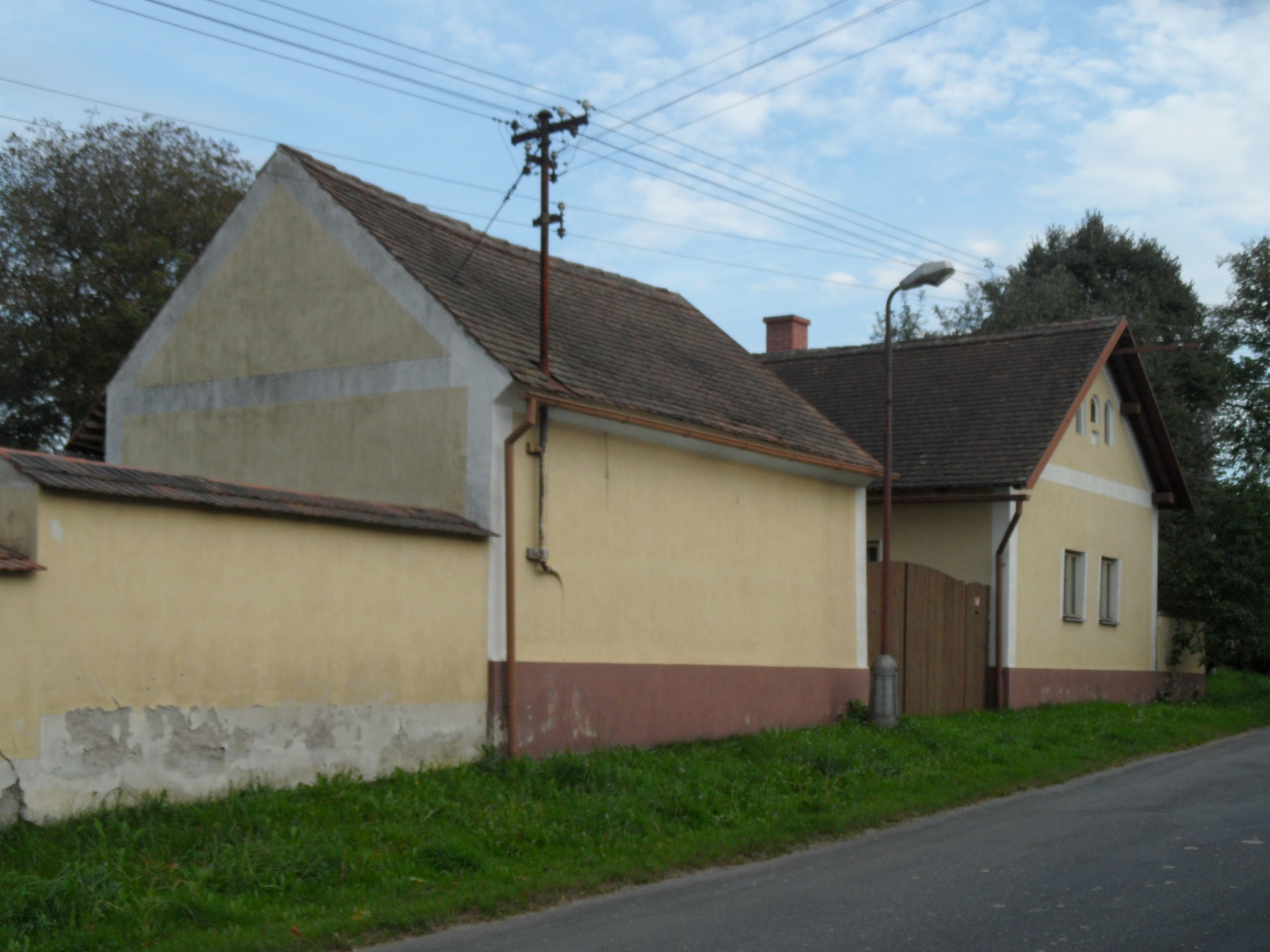
Venkovská usedlost
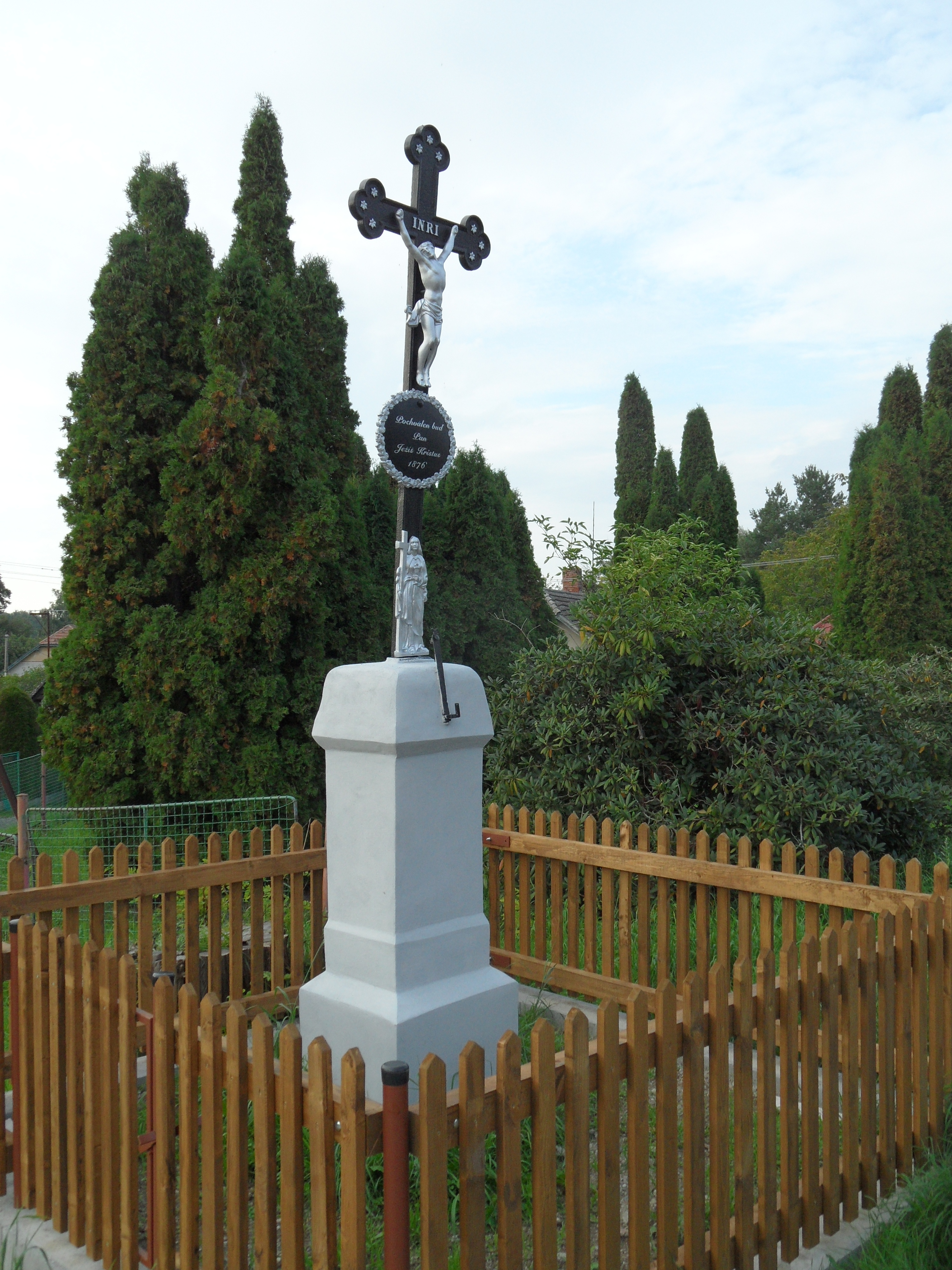
Křížek
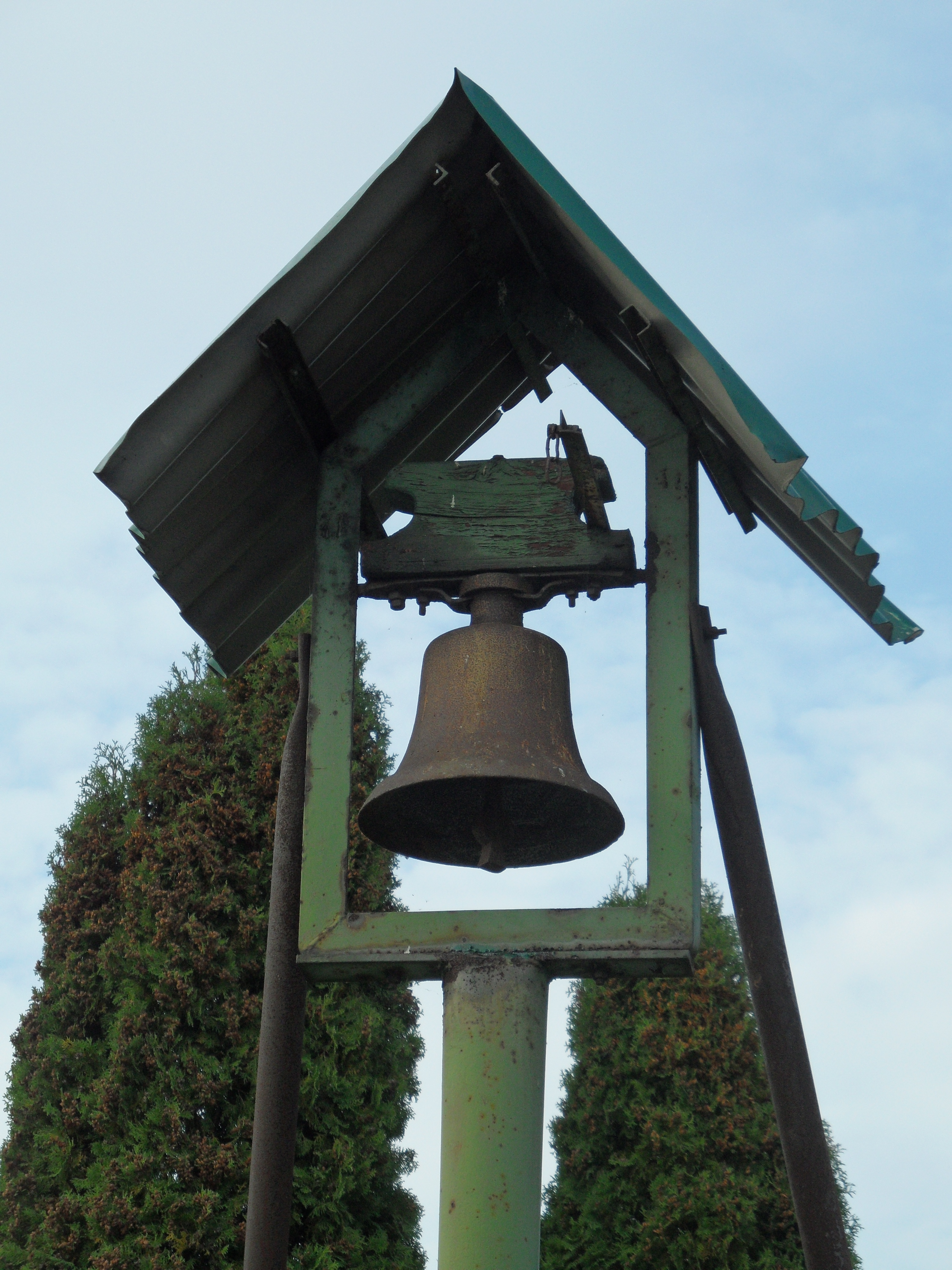
Detail zvoničky